# Brasuca
Brasuca ou Brazuca (pronúncia: /bɾa'zukɐ/) é uma gíria para designar os brasileiros ou algo de origem no Brasil. 
O termo foi cunhado em Portugal, inicialmente com caráter depreciativo, em contraposição ao termo "portuga". Neste país, também se usa a redução "zuca", com o mesmo sentido. 
Com o passar do tempo, os brasileiros se apropriaram do termo, que passou a ser usado para se referirem a eles mesmos de maneira altiva, de forma semelhante à adoção dos portugueses ao termo "tuga" (redução de "portuga"). 
Um fato relevante sobre esta adoção foi a eleição do termo "Brazuca" para ser o nome da bola oficial da Copa do Mundo FIFA de 2014, realizada no Brasil. O nome foi escolhido com mais de 77% dos votos. Este fato também foi importante por ter permitido que o termo passasse a ser conhecido internacionalmente.

## Brazuca ou brasuca?
Há uma controvérsia sobre a ortografia do termo, seja com 'Z' ou com 'S'. O Vocabulário Ortográfico da Língua Portuguesa (Volp), da Academia Brasileira de Letras, registra o termo com 'S'. 
O professor Sérgio Rodrigues, entretanto, registra em sua coluna "Sobre palavras" que a forma com 'Z' é a mais popular: "A forma brazuca é muito mais usada na vida real. Uma pesquisa no Google traz mais de 4 milhões de páginas, contra pouco mais de um décimo disso para brasuca. Pode-se defender a tese de que a preferência popular não é suficiente para alterar a grafia de um termo do vernáculo, mas atenção: estamos falando de palavra informal, brincalhona, recente. Brazuca é uma gíria, e as gírias, como todas as criações populares, têm a mania de escolher como serão conhecidas."